# Кожевниковське сільське поселення
Коже́вниковське сільське поселення (рос. Кожевниковское сельское поселение) — сільське поселення у складі Кожевниковського району Томської області Росії.
Адміністративний центр — село Кожевниково.
Населення сільського поселення становить 8034 особи (2019; 8548 у 2010, 8437 у 2002).

## Склад
До складу сільського поселення входять:
| Населений пункт        | Населення, осіб (2002) | Населення, осіб (2010) |
| ---------------------- | ---------------------- | ---------------------- |
| Астраханцево, присілок | 15                     | 4                      |
| Кіреєвськ, село        | 475                    | 370                    |
| Кожевниково, село      | 7947                   | 8174                   |
| Молчаново, присілок    | 0                      | -                      |